# 손서영
손서영(2004년 3월 19일~)은 대한민국의 배우이자 모델이다. 3세 때였던 2020년 7월에 《팸퍼스 기저귀》라는 CF 광고를 통하여 CF 키즈 광고 모델로 처음 데뷔를 하였다.

## 학력
- 학동초등학교 졸업
- 역삼중학교 졸업
- 진선여자고등학교 졸업

## 연기 활동

### 영화
- 2005년 《안녕, 형아》 ... 여자 아이 4 역
- 2006년 《국경의 남쪽》 ... 어린 서경주 역
- 2006년 《무도리》 ... 어린 양미경 역
- 2006년 《구타유발자들》 ... 어린 인정 역
- 2006년 《중천》 ... 어린 소화 역
- 2007년 《동갑내기 과외하기 레슨 2》 ... 어린 준꼬 역
- 2007년 《세븐 데이즈》 ... 어린 유지연 역
- 2009년 《펜트하우스 코끼리》 ... 어린 수연 역
- 2009년 《거북이 달린다》 ... 어린 아내 역
- 2010년 《작은 연못》 ... 개비네 딸 지우 역
- 2011년 《그대를 사랑합니다》 ... 어린 조순이 역
- 2017년 《걱정말아요》 ... 어린 은지 역

### 드라마
- 2006년 KBS2 주말연속극 《인생이여 고마워요》 ... 김정아 역
- 2006년 MBC 일일연속극 《얼마나 좋길래》 ... 어린 이선주 역(조여정 아역)
- 2006년 KBS TV소설드라마 《순옥이》 ... 어린 박순옥 역(최자혜 아역)
- 2006년 SBS 미니시리즈 《천국보다 낯선》 ... 어린 유희연 역(김민정 아역)
- 2006년 MBC 《환상의 커플》 - 비행기에서 안나의 뒷좌석에 앉은 아이 역
- 2006년 SBS 주말연속극 《연개소문》 어린 이화 역(손태영 아역)
- 2007년 MBC 《태왕사신기》 ... 어린 바손 역
- 2008년 KBS2 미니시리즈 《최강칠우》 ... 황강희 역
- 2008년 KBS TV소설드라마 《큰 언니》 ... 어린 송인애 역(정다영 아역)
- 2008년 MBC 아침드라마 《흔들리지마》 ... 어린 이수현 역(홍은희 아역)
- 2008년 MBC 아침드라마 《스포트라이트》 ... 어린 서우진 역(손예진 아역)
- 2008년 MBC 아침드라마 《일지매》 ... 어린 봉순 역(이영아 아역)
- 2008년 ~ 2009년 MBC 아침드라마 《하얀 거짓말》 ... 어린 홍나경 역(임지은 아역)
- 2008년 ~ 2009년 SBS 일일드라마 《아내의 유혹》 ... 어린 윤미자 역(윤미라 아역)
- 2009년 SBS 수목드라마 《카인과 아벨》 ... 어린 나혜주 역(김해숙 아역)
- 2009년 SBS 아침드라마 《녹색마차》 ... 어린 도영희 역(오미희 아역)
- 2009년 SBS 일일드라마 《두 아내》 ... 어린 한지숙 역(손태영 아역)
- 2009년 SBS 월화드라마 《자명고》 ... 어린 모양혜 역(고수희 아역)
- 2010년 SBS 월화드라마 《나는 전설이다》 ... 어린 강수인 역(장신영 아역)
- 2010년 MBC every1 《별순검 시즌3》 ... 어린 서연두 역(민지아 아역)
- 2011년 KBS2 미니시리즈 《가시나무새》 ... 어린 윤명자 역(차화연 아역)
- 2012년 MBC 기획특집극 《못난이 송편》 ... 어린 오아영 역(경수진 아역)
- 2013년 OCN 《특수사건 전담반 TEN 2》 ... 백도식 맞선녀의 딸 역
- 2015년 OCN 《실종느와르 M》 ... 김선영 역
- 2024년 Netflix 《종말의 바보》

## 이외 단발적 연기 활동

### TV 방송
- 2005년 11월~2006년 12월 MBC 《뽀뽀뽀》
- 2008년 SBS 《좋은 아빠가 되기 위한 스타들의 리얼육아보고서 - 좋아서》

### 뮤직비디오
- SPORM - Blue